# Estadio Municipal de Częstochowa
El Estadio Municipal de Częstochowa (en polaco: Miejski Stadion Piłkarski w Częstochowie), es un estadio de fútbol ubicado en Częstochowa, Polonia. Es el estadio donde el Raków Częstochowa juega sus partidos como local.

## Instalaciones
El ingeniero Marian Zdunkiewicz, director de inversiones de la planta metalúrgica ISD Huta Częstochowa, financió en 1951 la creación de un recinto deportivo que acogiese los partidos del Stal Częstochowa, club que más adelante sería el Raków Częstochowa, además de una pista de atletismo que nunca se llegó a completar. En 2003 la propiedad del estadio sería transferida de la empresa a la ciudad de Częstochowa.
Tras el ascenso del Raków Częstochowa a la máxima categoría del fútbol polaco en la temporada 2018-19, el club se mudó al GIEKSA Arena de Bełchatów para poder disputar sus partidos como local en un estadio homologado por la Asociación Polaca de Fútbol y la UEFA. Desde entonces, los directivos de la entidad han barajado la opción de ampliar el estadio para cumplir con los requisitos específicos de la PZPN, planeando ampliar el aforo hasta las 10,100 plazas e incluir una sala de deportes y entretenimiento contigua. Anteriormente también hubo una propuesta de trasladar el estadio a la zona de Lisiniec, próxima al santuario de Jasna Góra. En el futuro se planea una modernización completa del estadio para permitir que el club juegue partidos de la Ekstraklasa. El proyecto, preparado conjuntamente por las autoridades del club y el ayuntamiento de Częstochowa, prevé la construcción de unas instalaciones con capacidad para albergar a 7200 espectadores.